# Lukas Podolski
Lukas Podolski (* 4. června 1985, Gliwice, Polsko – jako Łukasz Podolski) je německý fotbalový útočník a bývalý reprezentant polského původu, od roku 2021 hráč polského Górnik Zabrze. Mistr světa z roku 2014.

## Osobní život
Lukas Podolski se narodil otci Waldemarovi a matce Krystyně, bývalé člence polského národního házenkářského týmu, v průmyslovém městě Gliwice, které se nachází nedaleko od Katovic. V roce 1987 emigrovala jeho rodina i s dvouletým Lukasem do Západního Německa. Podolski vyrůstal ve městě Bergheim a později v Pulheimu. Obě města se nacházela blízko Kolína, ve kterém později strávil podstatnou část své fotbalové kariéry.

## Klubová kariéra

### 1. FC Köln
Podolski začal s fotbalem ve věku šesti let v týmu FC Bergheim, kde působil až do roku 1995, kdy se připojil k týmu 1. FC Köln. Za mládežnický celek hrál až do svých osmnácti let, kdy ho do prvního týmu vytáhl manažer Marcel Koller. Za tým debutoval 22. listopadu 2003 a během své první sezony odehrál 19 utkání, v nichž nastřílel deset branek. Avšak ani tento úctyhodný výkon nepomohl Kolínu k setrvání v nejvyšší německé soutěži.
Přes veškerý zájem elitních klubů a účast na Mistrovství Evropy 2004, zůstal Lukas i v následující sezoně ve svém klubu a dopomohl mu svými 24 brankami k návratu do Bundesligy. Podolski se tak stal v sezoně 2004-05 nejlepším střelcem druhé německé ligy. Zajímavostí je rovněž i fakt, že přestože nehrál nejvyšší národní ligu, udržel si své místo v reprezentačním výběru Německa.
Po postupu do nejvyšší soutěže nastřílel Podolski 12 ligových branek, avšak tým byl opět odsouzen k sestupu do druhé ligy. Nyní již však bylo jasné, že Podolski klub opustí, neboť se stal nedílnou součástí německého výběru.

### FC Bayern Mnichov
V roce 2006 projevili o jeho služby týmy jako Liverpool, Hamburger SV, Werder Brémy či Bayern Mnichov. A právě do posledně jmenovaného Podolski 1. června přestoupil. Přestupní částka se odhadem pohybovala kolem 10 milionů eur. Za Bayern Lukas debutoval 11. srpna v ligovém utkání proti Borussii Dortmund, kdy přišel na hřiště jako střídající hráč v 88. minutě. 9. září v utkání DFB-Pokalu proti St. Pauli nastoupil o poločase opět jako střídající hráč a již 26 sekund po zahájení druhého poločasu vstřelil svůj první gól za Bayern. O měsíc později se dočkal i první ligové branky, kterou vsítil 14. října při vítězství 4-2 nad Herthou Berlín. Ve své první sezoně se mu nevyhnuly ani zdravotní potíže, když mu koncem října při tréninku jeho spoluhráč Mark van Bommel vážně poranil pravý kotník. Toto zranění si vyžádalo více než pěti týdenní vynucenou přestávku.
V létě 2007 koupil Bayern italského útočníka Lucu Toniho, což odsunulo Lukase do pozadí, a jelikož trenér upřednostňoval útočnou dvojici Toni-Klose, přicházelo pro Podolskiho ještě méně příležitostí. Podolski se následně po další sezoně rozhodl pro návrat do svého bývalého klubu 1. FC Köln. Za Bayern odehrál během tří sezon 71 ligových utkání v nichž dal patnáct branek. V sezoně 2007-08 vyhrál s týmem Bundesligu a DFB-Pokal.

### 1. FC Köln (návrat)
Poté, co byl Lukas ujištěn trenérem německé reprezentace Joachimem Löwem, že jeho návrat do Kolína nijak neovlivní jeho pozici v reprezentaci, podepsal smlouvu ve svém bývalém týmu. Přestupní částka se opět pohybovala kolem deseti milionů eur. V Kolíně, který byl již opět prvoligovým celkem, podepsal čtyřletý kontrakt. Zajímavostí je, že kvůli vysoké přestupní částce vytvořil klub webové stránky, kde si fanoušci mohli koupit pixely z obrázku Lukase Podolského. Pole o velikost 8x8 pixelů stálo 25 eur. Cílem bylo získat milion liber, který by pomohl ke snížení vysoké přestupní částky.
Během své první sezony Lukas nenavázal na dřívější úspěšná léta strávená v Kolíně. Za celou sezonu vstřelil pouze tři branky ve všech soutěžích. Jedním z těchto gólů byla i branka z přímého kopu do sítě Bayernu Mnichov, která zajistila Kolínu remízu. Následující sezona byla již o poznání lepší. Vstřelil třináct branek a přidal sedm asistencí. V březnu 2011 vstřelil v utkání proti Hannoveru svůj padesátý gól v Bundeslize. V následující sezoně 2011-12 předvedl Podolski řadu působivých výkonů a připsal si do statistik 29 ligových zápasů, v nichž soupeřům nastřílel 18 branek. Avšak ani jeho skvělé výkony neudržely klub v první lize.

### Arsenal
30. dubna 2012  potvrdil Podolski několika měsíční spekulace o jeho přestupu do anglického Arsenalu. Přestupní částka se pohybovala kolem 11,5 milionu liber.

### Vissel Kóbe
V létě 2017 se přesune do japonského Vissel Kóbe.

## Reprezentační kariéra
Lukas Podolski se navzdory svému původu rozhodl reprezentovat Německo, kde strávil většinu svého života. Debut za seniorskou reprezentaci si odbyl 6. června 2004, kdy jako devatenáctiletý nastoupil proti Maďarsku. Stal se prvním druholigovým hráčem od roku 1975, který byl vybrán do reprezentace. Podolski se o pár dní později účastnil Mistrovství Evropy v Portugalsku, kde byl nejmladším hráčem celého německého výběru. Během turnaje nastoupil pouze k jednomu utkání, když v zápase proti České republice střídal Torstena Fringse.
V roce 2006 se účastnil Mistrovství světa, které se konalo v Německu. Podolski tvořil hlavní útočnou dvojici spolu s Miroslavem Klosem. Lukas vstřelil svůj první gól na šampionátu v utkání proti Ekvádoru. Další dva přidal ve vítězném osmifinálovém duelu se Švédskem, který Německo vyhrálo 2-0. Díky těmto trefám se stal prvním hráčem od roku 1962, který vstřelil na Mistrovství světa dva góly během úvodních 12 minut. Německo skončilo třetí a Podolski se stal se třemi góly druhým nejlepším střelcem turnaje - společně s Ronaldem, Thierry Henrym, Fernando Torresem, Maxi Rodríguezem, Hernánem Crespem a Zinedine Zidanem. Zároveň byl vyhlášen nejlepším mladým hráčem turnaje, když skončil v této anketě před Lionelem Messim a Cristianem Ronaldem.
O dva roky později vybojoval na Mistrovství Evropy 2008 stříbro a na světovém šampionátu 2010 v Jihoafrické republice obhájil s německou reprezentací bronzovou medaili.
Trenér Joachim Löw jej vzal na Mistrovství světa 2014 v Brazílii. Němci postoupili ze základní skupiny G se 7 body z prvního místa po výhře 4:0 s Portugalskem, remíze 2:2 s Ghanou a výhrou 1:0 s USA.
V osmifinále Němci vyřadili Alžírsko po výsledku 2:1 po prodloužení a ve čtvrtfinále Francii 1:0. S týmem získal zlaté medaile po finálové výhře 1:0 proti Argentině.  Na šampionátu byl většinou náhradníkem.
Ve svém posledním reprezentačním zápase 22. března 2017 proti Anglii vedl německou reprezentaci jako kapitán. Německo vyhrálo 1:0 a zápas rozhodl symbolicky právě Lukas Podolski. Celkem odehrál v letech 2004–2017 za německý národní tým 130 utkání a nastřílel 49 branek.

## Trofeje

### Klubové
1. FC Köln
- 2. německá fotbalová Bundesliga: 2004/05

FC Bayern Mnichov
- Německá fotbalová Bundesliga: 2007/08
- DFB-Pokal: 2007/08
- DFB-Ligapokal: 2007

Arsenal FC
- FA Cup: 2013/14
- Community Shield: 2014

### Individuální
- Nejlepší mladý hráč Světového šampionátu: 2006
- Mistrovství Evropy - Tým turnaje: 2008
- 2. Bundesliga - Nejlepší střelec: 2005

## Statistiky

### Klubové
Aktualizováno k 12. 12. 2014
| Klub              | Sezóna           | Liga                            | Liga   | Liga | Poháry | Poháry | Evropa | Evropa | Celkem | Celkem |
| Klub              | Sezóna           | Divize                          | Starty | Góly | Starty | Góly   | Starty | Góly   | Starty | Góly   |
| ----------------- | ---------------- | ------------------------------- | ------ | ---- | ------ | ------ | ------ | ------ | ------ | ------ |
| 1. FC Köln II     | 2002–03          | Regionalliga Nord               | 1      | 0    | –      | –      | –      | –      | 1      | 0      |
| 1. FC Köln II     | 2003–04          | Regionalliga Nord               | 1      | 0    | –      | –      | –      | –      | 1      | 0      |
| 1. FC Köln II     | Celkem           | Celkem                          | 2      | 0    | –      | –      | –      | –      | 2      | 0      |
| 1. FC Köln        | 2003–04          | Německá fotbalová Bundesliga    | 19     | 10   | 1      | 0      | –      | –      | 20     | 10     |
| 1. FC Köln        | 2004–05          | 2. německá fotbalová Bundesliga | 30     | 24   | 2      | 5      | –      | –      | 32     | 29     |
| 1. FC Köln        | 2005–06          | Německá fotbalová Bundesliga    | 32     | 12   | 1      | 0      | –      | –      | 33     | 12     |
| 1. FC Köln        | Celkem           | Celkem                          | 81     | 46   | 4      | 5      | –      | –      | 85     | 51     |
| FC Bayern Mnichov | 2006–07          | Německá fotbalová Bundesliga    | 22     | 4    | 5      | 2      | 7      | 1      | 34     | 7      |
| FC Bayern Mnichov | 2007–08          | Německá fotbalová Bundesliga    | 25     | 5    | 4      | 0      | 12     | 5      | 41     | 10     |
| FC Bayern Mnichov | Celkem           | Celkem                          | 47     | 9    | 9      | 2      | 19     | 6      | 75     | 17     |
| Bayern Munich II  | 2007–08          | Regionalliga Nord               | 2      | 0    | –      | –      | –      | –      | 2      | 0      |
| Bayern Munich II  | Celkem           | Celkem                          | 2      | 0    | –      | –      | –      | –      | 2      | 0      |
| FC Bayern Mnichov | 2008–09          | Německá fotbalová Bundesliga    | 24     | 6    | 3      | 1      | 4      | 2      | 31     | 9      |
| FC Bayern Mnichov | Celkem           | Celkem                          | 24     | 6    | 3      | 1      | 4      | 2      | 31     | 9      |
| 1. FC Köln        | 2009–10          | Německá fotbalová Bundesliga    | 27     | 2    | 4      | 1      | –      | –      | 31     | 3      |
| 1. FC Köln        | 2010–11          | Německá fotbalová Bundesliga    | 32     | 13   | 2      | 1      | –      | –      | 34     | 14     |
| 1. FC Köln        | 2011–12          | Německá fotbalová Bundesliga    | 29     | 18   | 2      | 0      | –      | –      | 31     | 18     |
| 1. FC Köln        | Celkem           | Celkem                          | 88     | 33   | 8      | 2      | –      | –      | 96     | 35     |
| Arsenal FC        | 2012–13          | Premier League                  | 33     | 11   | 3      | 1      | 6      | 4      | 42     | 16     |
| Arsenal FC        | 2013–14          | Premier League                  | 20     | 8    | 4      | 3      | 3      | 1      | 27     | 12     |
| Arsenal FC        | 2014–15          | Premier League                  | 6      | 0    | 1      | 0      | 5      | 3      | 12     | 3      |
| Arsenal FC        | Celkem           | Celkem                          | 59     | 19   | 6      | 4      | 14     | 8      | 81     | 31     |
| Celkem v kariéře  | Celkem v kariéře | Celkem v kariéře                | 303    | 113  | 28     | 14     | 37     | 16     | 372    | 143    |